# Mór Jókai

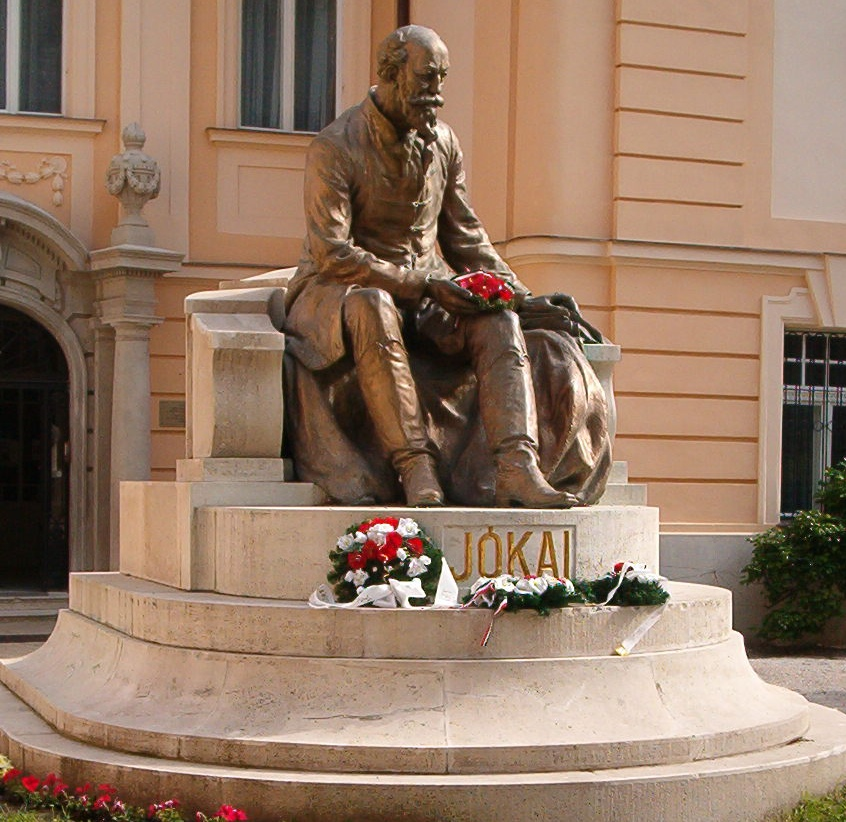
Statuia lui Jókai Mór în orașul natal

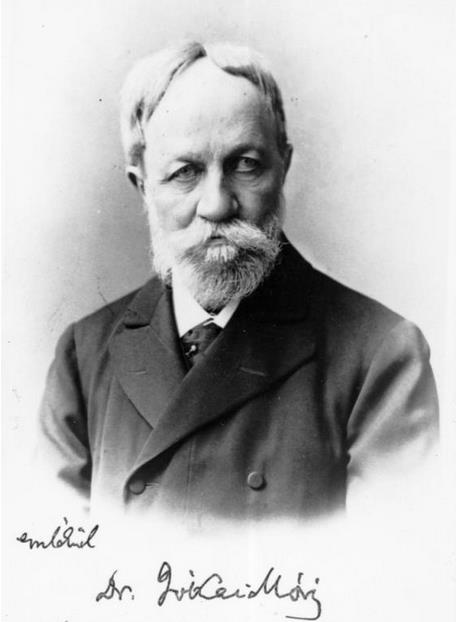
Mór Jókai cca. 1900

Mór Jókai  de Ásva  (la naștere: Móric Jókay de Ásva; n. 18 februarie 1825, Komárno, Comitatul Komárom, Slovacia – d. 5 mai 1904, Budapesta, Austro-Ungaria) a fost un scriitor și jurnalist maghiar.
A scris o operă vastă, de tonalitate romantic-idealistă, pătrunsă de optimism și încredere în valorile umane, inspirată îndeosebi din istoria poporului maghiar.
A scris în special romane istorice. Și-a dedicat întreaga viață cultivării limbii maghiare.
Participant la Revoluția de la 1848, a fost considerat un patriot maghiar liberal, după 1897 fiind ales în parlament.
A fost căsătorit de două ori. Prima sa soție a fost actrița Róza Laborfalvi. Rămas văduv în 1886, s-a recăsătorit cu actrița Bella Nagy în 1899.

## Opere literare
- 1846 Hétköznapok (Zile obișnuite) - roman
- 1848 Vadon virágai (Florile sălbăticiei)-nuvele  1848)
- 1850 Forradalmi és csataképek 1848 és 1849-ből (Tablouri de revoluție și lupte din 1848 și 1849) - nuvele
- 1851 Egy bujdosó naplója (Jurnalul unui pribeag) - nuvele
- 1852 Erdély aranykora(Epoca de aur a Ardealului) - roman
- 1853 Török világ Magyarországon (Lumea turcilor în Ungaria) - roman
- 1853–1854 Egy magyar nábob (Un nabab maghiar) - roman
- 1854 Janicsárok végnapjai (Sfârșitul ienicerilor) - roman
- 1854 Kárpáthy Zoltán (Zoltán Kárpáthy) - roman
- 1856 A régi jó táblabírák (Bunii juzi de altădată) - roman
- 1860 Szegény gazdagok (Sărmanii bogați) - roman
- 1860 A magyar nemzet története (Istoria națiunii maghiare) - istoriografie
- 1862 Az új földesúr (Noul moșier) - roman
- 1862–1864 Politikai divatok (Metehne politice) - roman
- 1865 Mire megvénülünk (Până ne-om îmbătrâni) - roman
- 1868–1869 Szerelem bolondjai (Nebunii amorului) - roman
- 1869 A kőszívű ember fiai (Fiii omului cu inima de piatră) - roman
- 1870 Fekete gyémántok (Diamantele negre) - roman[5]
- 1872 Eppur si muove – És mégis mozog a föld (Eppur si muove. Și totuși se mișcă pământul) - roman[6]
- 1872 Az arany ember (Omul de aur) - roman[7]
- 1872–1874 A jövő század regénye (Romanul secolului viitor) - roman
- 1875 Enyém, tied, övé (Al meu, al tău, al lui) - roman
- 1876 Az élet komédiásai (Comedianți ai vieții) - roman
- 1877 Egy az Isten (Unul singur e Domnul) - roman
- 1877 Névtelen vár (Cetatea făra nume) - roman
- 1877 Szép Mikhál (Frumoasa Mikhál) - roman
- 1879 Rab Ráby (Robul Ráby)-roman
- 1879 Szabadság a hó alatt, vagy a zöld könyv (Libertate sub zăpadă, sau cartea verde) - roman
- 1882 Szeretve mind a vérpadig (Iubind până la eșafod) - roman
- 1885 A lőcsei fehér asszony (Femeia albă din Lőcse)
- 1885 A cigánybáró (Voievodul țiganilor) - roman scurt sau nuvelă[8]
- 1886 Életemből (Din viața mea) - volum de memorii
- 1886 A kiskirályok (Crăișorii) - roman
- 1887 A három márványfej (Trei capete de marmură) - roman
- 1888 Jocus és Momus Arhivat în 19 decembrie 2007, la Wayback Machine. (Jocus și Momus) - culegere de anecdote
- 1888-1889 A lélekidomár (Dresorul de suflete) - roman
- 1890 A tengerszemű hölgy (Doamna cu ochi marini) - roman
- 1890 Gazdag szegények (Bogații sărmani) - roman
- 1891 Nincsen ördög (Nu-i Diavol) - roman
- 1891 Rákóczy fia (Fiul lui Rákóczy) - roman
- 1893 Sárga rózsa (Trandafirul galben) - roman
- 1893 Fráter György (Fratele Giorgio Martinuzzi) - roman
- 1895 A Kráó (Kráó) - roman
- 1895 Tégy jót! (Fă bine!) - roman
- 1900 Öreg ember nem vén ember (Omul bătrân nu-i moșneag) - roman
- 1904 A börtön virága (Floarea temniței) - roman
- 1907? A két Trenk ˙(Cei doi căpitani Trenk) - roman, apărut postum